# Konrad Nowacki
Konrad Jerzy Nowacki (ur. 23 kwietnia 1946 we Wrocławiu, zm. 23 września 2017) – polski prawnik, profesor nauk prawnych, profesor zwyczajny Uniwersytetu Wrocławskiego, specjalista w zakresie prawa administracyjnego i prawa ochrony środowiska.

## Życiorys
Ukończył studia prawnicze na Wydziale Prawa, Administracji i Ekonomii Uniwersytetu Wrocławskiego. Na tym samym wydziale w 1994 na podstawie dorobku naukowego oraz rozprawy pt. Administracyjnoprawne instrumenty ochrony środowiska naturalnego w RFN i Austrii. Studium prawnoporównawcze uzyskał stopień doktora habilitowanego nauk prawnych w zakresie prawa, specjalność: prawo administracyjne. W 2005 prezydent RP nadał mu tytuł naukowy profesora nauk prawnych. Został profesorem zwyczajnym Uniwersytetu Wrocławskiego w Instytucie Nauk Administracyjnych Wydziału Prawa, Administracji i Ekonomii UWr, kierownikiem Zakładu Prawa Ochrony Środowiska i Administracyjnego Prawa Porównawczego.
Był współzałożycielem Niemiecko-Polskiego Centrum Badawczego Prawa Publicznego i Ochrony Środowiska. Uzyskał tytuł doktora honoris causa  Brandenburskiego Uniwersytetu Technicznego Cottbus-Senftenberg.
Zmarł 23 września 2017. 6 października 2017 został pochowany na cmentarzu św. Wawrzyńca we Wrocławiu.